# Рєзников Абрам Самуїлович
Абрам Самуїлович Рєзников (27 грудня 1900, Катеринослав — дата смерті невідома) — український радянський мистецтвознавець; член Спілки радянських художників України.

## Біографія
Народився 27 грудня 1900 року в місті Катеринославі (нині Дніпро, Україна). 1931 року закінчив Київський художній інститут, де навчався у Федора Кричевського, Михайла Козика, Павла Голуб'ятникова.
Мешкав у Києві, в будинку на вулиці Рєпіна, № 9, кватира № 11.

## Творчість
Працював у галузях мистецтвознавства та художньої критики. Серед робіт:
- каталог «Київський державний музей російського мистецтва» (Київ, 1955; у співавторстві з Михайлом Факторовичем);
- каталоги виставок «Василь Васильович Верещагін»  (Київ, 1955), «Михайло Олександрович Врубель» (Київ, 1957; у співавторстві з Михайлом Факторовичем);
- буклети виставок творів художників: Бориса Кустодієва (Київ, 1960); Михайла Нестерова (Київ, 1963);
- доповіді, лекції, рецензії, статті в наукових збірках, журналах, газетах та інше.